# Nepes-nepes
Os Nepes-nepes são um grupo indígena, atualmente considerado extinto, que habitava entre os rios Doce, nos estados brasileiro do Espírito Santo e Minas Gerais,  Mucuri, nos estados de Minas Gerais e Bahia, Suaçuí Grande, em Minas Gerais e São Mateus, no Espírito Santo, durante o século XIX. Foram também chamados de botocudos.